# Polyosma oblonga
Polyosma oblonga är en tvåhjärtbladig växtart som beskrevs av William Grant Craib. Polyosma oblonga ingår i släktet Polyosma och familjen Escalloniaceae. Inga underarter finns listade i Catalogue of Life.